# 赫茨反应
赫茨反应（德語：Herz-Reaktion），得名於德国化学家里夏德·赫茨，指苯胺衍生物(1)与二氯化二硫作用生成苯并二噻唑化合物（又称赫茨盐／赫茨化合物）(2)，然后水解，得到相应的硫醇盐。

## 应用

### 合成苯并噻唑环
赫茨反应产物硫醇钠(3)与硫酸锌反应生成相应的硫醇锌盐，接着用苯甲酰氯处理硫醇锌盐，得到苯并-1,3-噻唑化合物(4)。

### 用作染料合成前体
如下对取代苯胺(5)用赫茨反应在氨基邻位引入巯基，生成取代邻氨基苯硫酚。接着在硫上引入羧甲基。然后利用桑德迈尔反应，将氨基转化为氰基。氰基水解，生成芳香羧酸(6)。
(6)发生关环、脱羧，生成硫代-3-吲哚酚(7)。(7)可用作很多染料的合成前体。例如，它与苊醌缩合，得到染料(8)；与靛红缩合，则得到硫代靛蓝染料(9)。